# 多繭脂䲁
多繭脂䲁（學名：Labrisomus multiporosus），為輻鰭魚綱䲁形目脂䲁科脂䲁屬的一個種，分布於東太平洋墨西哥塞巴斯蒂安比斯卡伊諾灣和加利福尼亞灣至祕魯，包括加拉巴哥群島海域，深度0至5公尺，本魚體壯，頭寬，吻鈍，眼大，鼻孔有觸鬚，每眼上方有一根分枝的觸鬚，頸背兩側各有一束分枝繁茂的觸鬚，口大略斜，背鰭硬棘與鰭條之間有缺口，側線鱗64-68片，體褐色，具深褐色斑點，側面有不規則的深色橫帶，頰部有一對斜褐色橫帶，背鰭、尾鰭和胸鰭上有明顯的深色斑點，背鰭前方有眼斑，背鰭硬棘17-19枚、背鰭軟條12-13枚、臀鰭硬棘2枚、臀鰭軟條17-18枚，體長可達18公分，棲息在海藻生長的岩石區，生活習性不明。